# 트루 블러드

트루 블러드(True Blood)는 미국의 TV 드라마로, 샬레인 해리스의 수키 스택하우스 시리즈를 영상화한 작품이다.